# Czarno-biało-czerwona flaga Niemiec
Czarno-biało-czerwona flaga Niemiec (niem. Schwarz-Weiß-Rot) – flaga, będąca symbolem trzech historycznych niemieckich bytów państwowych: Związku Północnoniemieckiego (1867–1871),  Cesarstwa Niemieckiego (1871–1919) oraz III Rzeszy – zanim wprowadzono flagę ze swastyką (1933–1935).

## Historia
Flaga powstała w 1867 roku w wyniku połączenia kolorów Królestwa Prus (czarny i biały) z kolorami trzech miast hanzeatyckich: Hamburga, Bremy i Lubeki (czerwony i biały). Flagę wymyślono jako symbol Związku Północnoniemieckiego, lecz nie miała ona rangi symbolu narodowego, gdyż Związek Północnoniemiecki nie reprezentował jednego konkretnego narodu, tylko był sojuszem wielu odrębnych państw. Po utworzeniu w 1871 roku Cesarstwa Niemieckiego jego władze przyjęły jako symbol tego państwa flagę czarno-biało-czerwoną, która odtąd zaczęła się odnosić do narodu niemieckiego, jako że Cesarstwo Niemieckie było państwem narodowym.
Po rewolucji listopadowej 1918 roku i klęsce Niemiec w I wojnie światowej, w sierpniu 1919 roku Zgromadzenie Narodowe przyjęło w Weimarze konstytucję, która ogłosiła Niemcy republiką znaną jako Republika Weimarska i zastąpiła tę flagę – symbolizującą system monarchiczny, militarystyczny i autorytarny – flagą w kolorach czarnym, czerwonym i złotym (art. 3 ust. 1 konstytucji Republiki Weimarskiej). Jednak ze względu na powszechną międzynarodową rozpoznawalność, flota morska używała nadal starej flagi cesarskiej, z tą różnicą, że w lewym górnym rogu umieszczono małą flagę republikańską.

## Flagi oparte na czarno-biało-czerwonej fladze

### Flagi kolonii

Flaga kolonialna Cesarstwa Niemieckiego
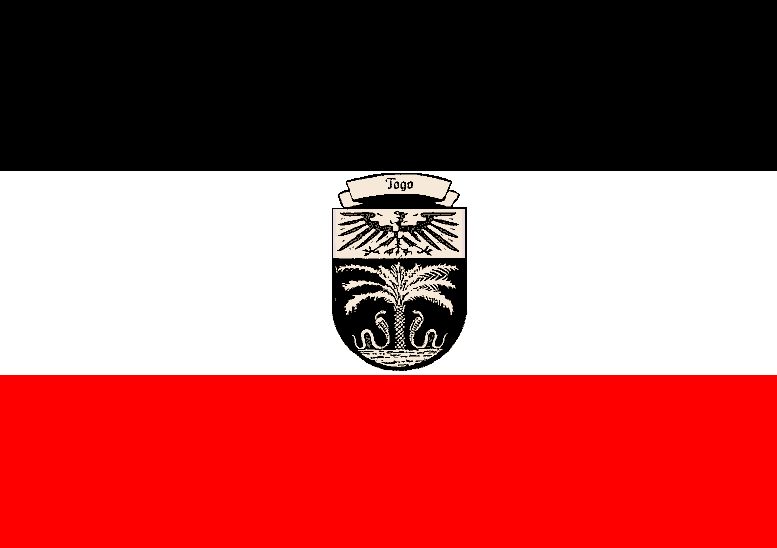
Planowana flaga Togolandu
Planowana flaga Togolandu
Proponowana flaga Kamerunu Niemieckiego
Proponowana flaga Niemieckiej Afryki Wschodniej
Proponowana flaga Niemieckiej Afryki Południowo-Zachodniej
Flaga Nowej Gwinei Niemieckiej, w kantonie jest flaga Cesarstwa Niemieckiego
Flaga Samoa Niemieckiego 1913–1916

### Bandery

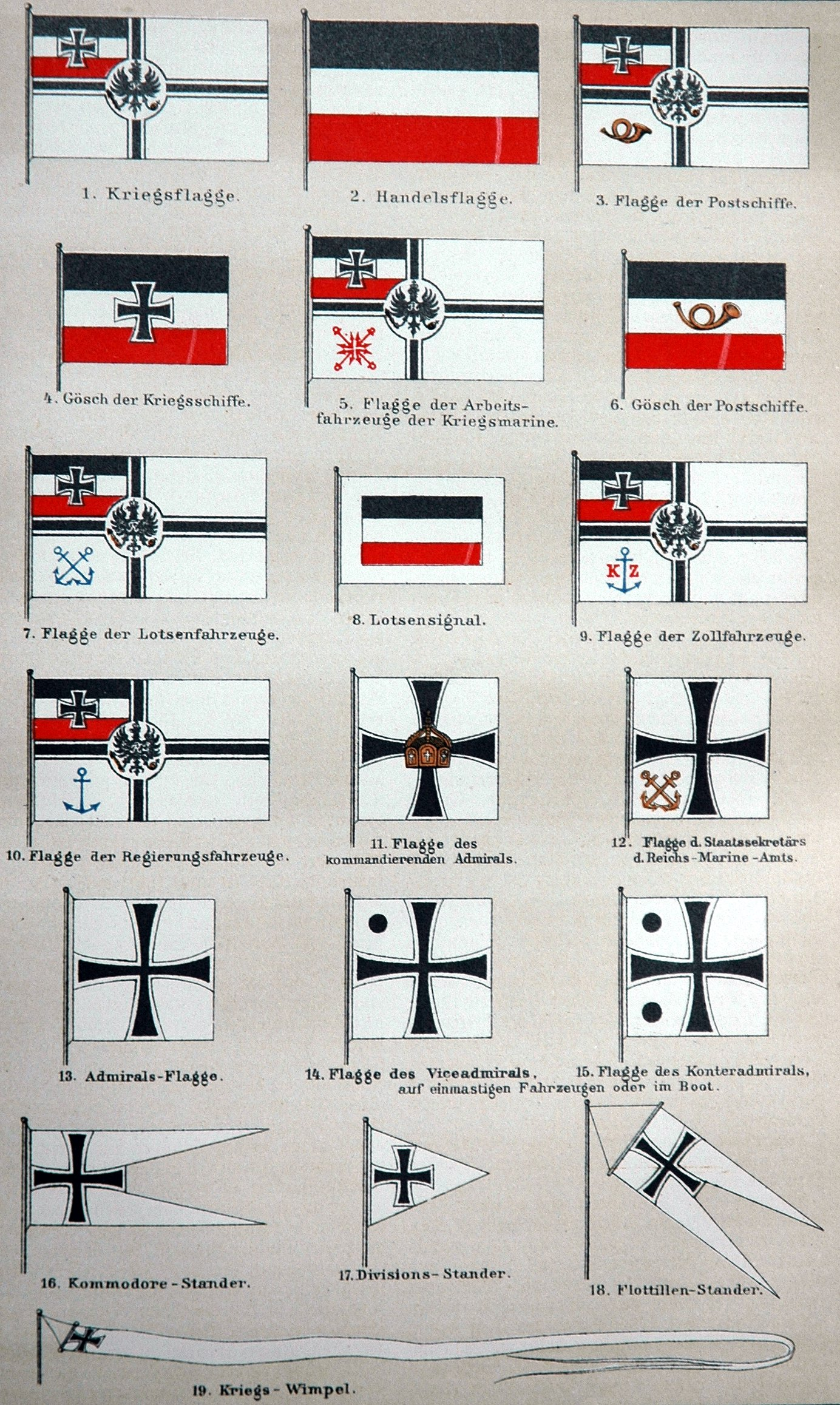
Flagi Kaiserliche Marine

Bandera wojenna Niemiec 1867–1892
Bandera wojenna Kaiserliche Marine 1892–1903
Bandera wojenna Kaiserliche Marine 1903–1919
Proporzec dziobowy Kaiserliche Marine 1867–1903
Proporzec dziobowy Kaiserliche Marine 1903–1918
Bandera statków pocztowych 1892–1918
Bandera handlowa 1896–1918

## Odniesienia w symbolice narodowosocjalistycznej
Kolorystykę flagi czarno-biało-czerwonej zastosowano również w sztandarze narodowosocjalistycznej partii NSDAP i jednocześnie późniejszej fladze III Rzeszy, co miało nawiązywać do tradycji Cesarstwa Niemieckiego i stanowić symbol niechęci polityków NSDAP (późniejszych członków organów władzy III Rzeszy) do Republiki Weimarskiej.

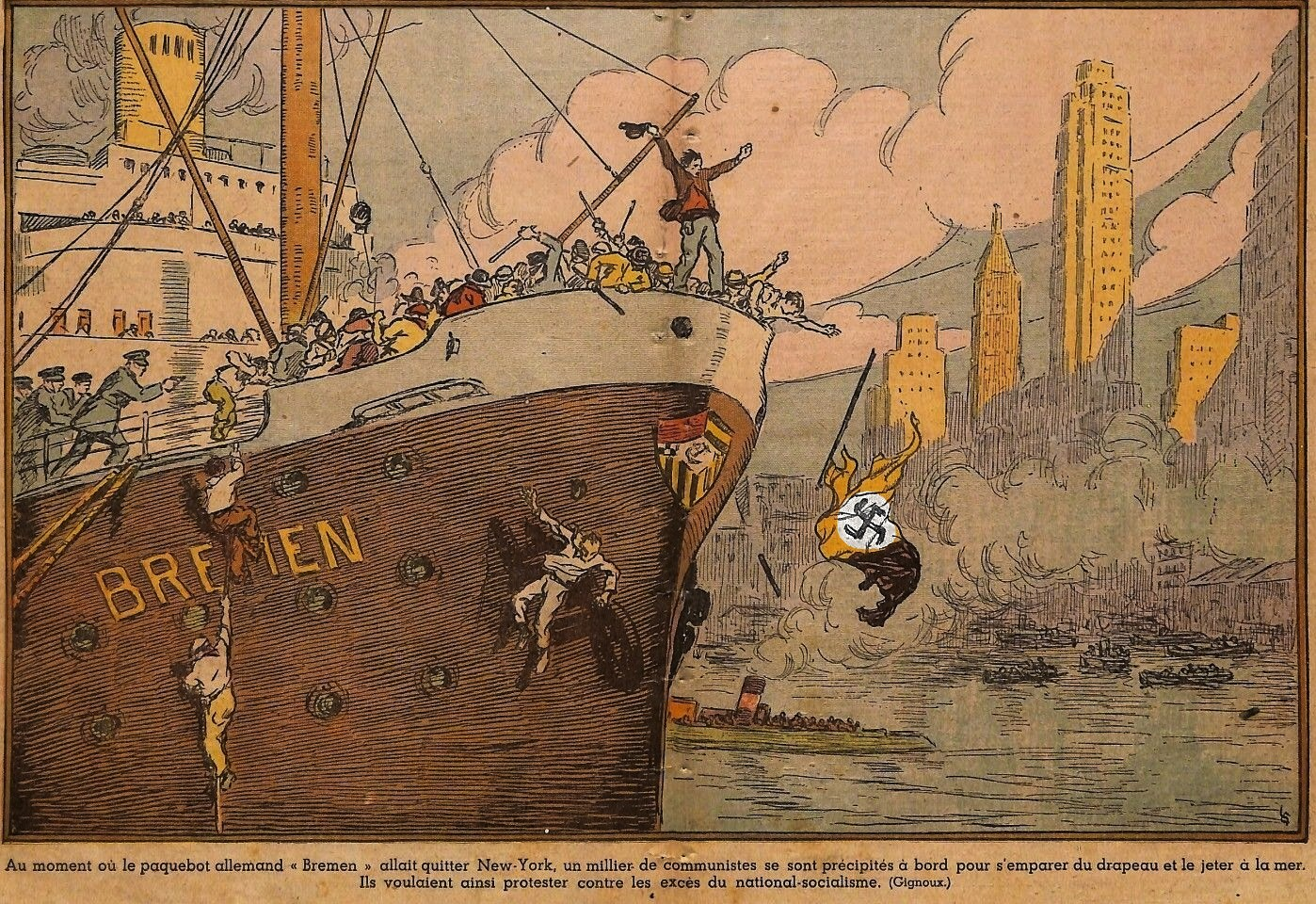
Ilustracja przedstawiająca antyhitlerowskich demonstrantów atakujących „Bremen” zadokowany w porcie w Nowym Jorku, Stany Zjednoczone, 26 lipca 1935 r.

W 1933, wkrótce po przejęciu władzy w Niemczech przez NSDAP w wyniku zwycięskich wyborów do Reichstagu, czarno-czerwono-złota flaga Republiki Weimarskiej została zakazana i zastąpiona na powrót starą czarno-biało-czerwoną flagą Cesarstwa Niemieckiego. Rozporządzenie w tej sprawie wydał prezydent Rzeszy Paul von Hindenburg. Obok czarno-biało-czerwonej flagi, jeśli to możliwe, należało wywieszać flagę NSDAP ze swastyką. Ten swoisty dualizm symboli państwowych i partyjnych trwał do 1935, kiedy to Reichstag, w pełni kontrolowany przez nazistów, uchwalił tzw. ustawy norymberskie, na mocy których m.in. ustanowiono flagę ze swastyką jedyną oficjalną flagą państwową III Rzeszy. Zmiana ta była reakcją na szeroko opisywany przez niemiecką prasę incydent, który wydarzył się w Nowym Jorku, gdzie grupa uczestników antynazistowskiej demonstracji wtargnęła na pokład niemieckiego statku pasażerskiego „Bremen” i zerwała z masztu nazistowską flagę ze swastyką. Strona amerykańska odmówiła wszczęcia postępowania karnego przeciwko sprawcom, argumentując, że nie została znieważona flaga państwowa, a jedynie symbol partii politycznej. Ówczesny przewodniczący Reichstagu, Hermann Göring, uzasadniał zniesienie czarno-biało-czerwonej flagi koniecznością „uniemożliwienia reakcjonistom zdegradowania flagi ze swastyką do rangi jedynie partyjnego proporczyka”.

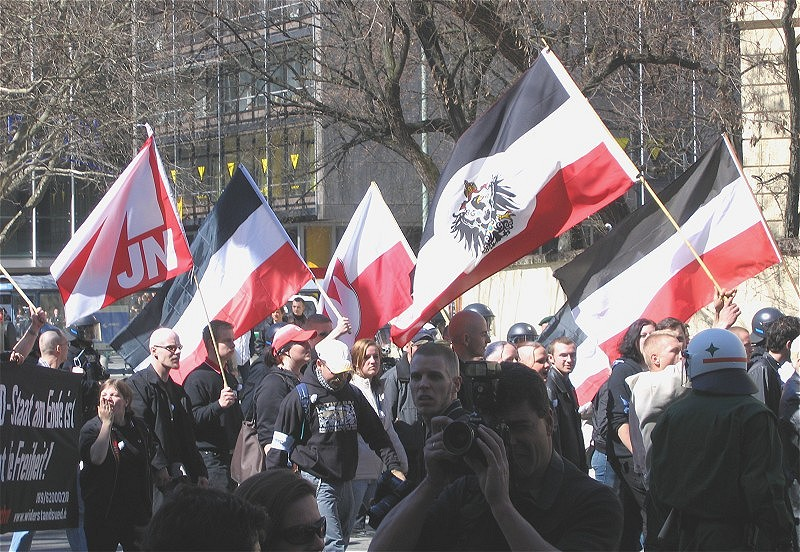
Uczestnicy neonazistowskiej demonstracji w Monachium z czarno-biało-czerwonymi flagami (2005)

Ze względu na zakaz używania nazistowskiej flagi ze swastyką we współczesnych Niemczech, większość organizacji neonazistowskich przyjęła za swój symbol flagę czarno-biało-czerwoną. Jednak flaga ta nigdy nie miała znaczenia rasistowskiego ani antysemickiego, pomimo jej krótkotrwałego użycia w symbolice państwowej III Rzeszy.